# Patricia A. McKillip

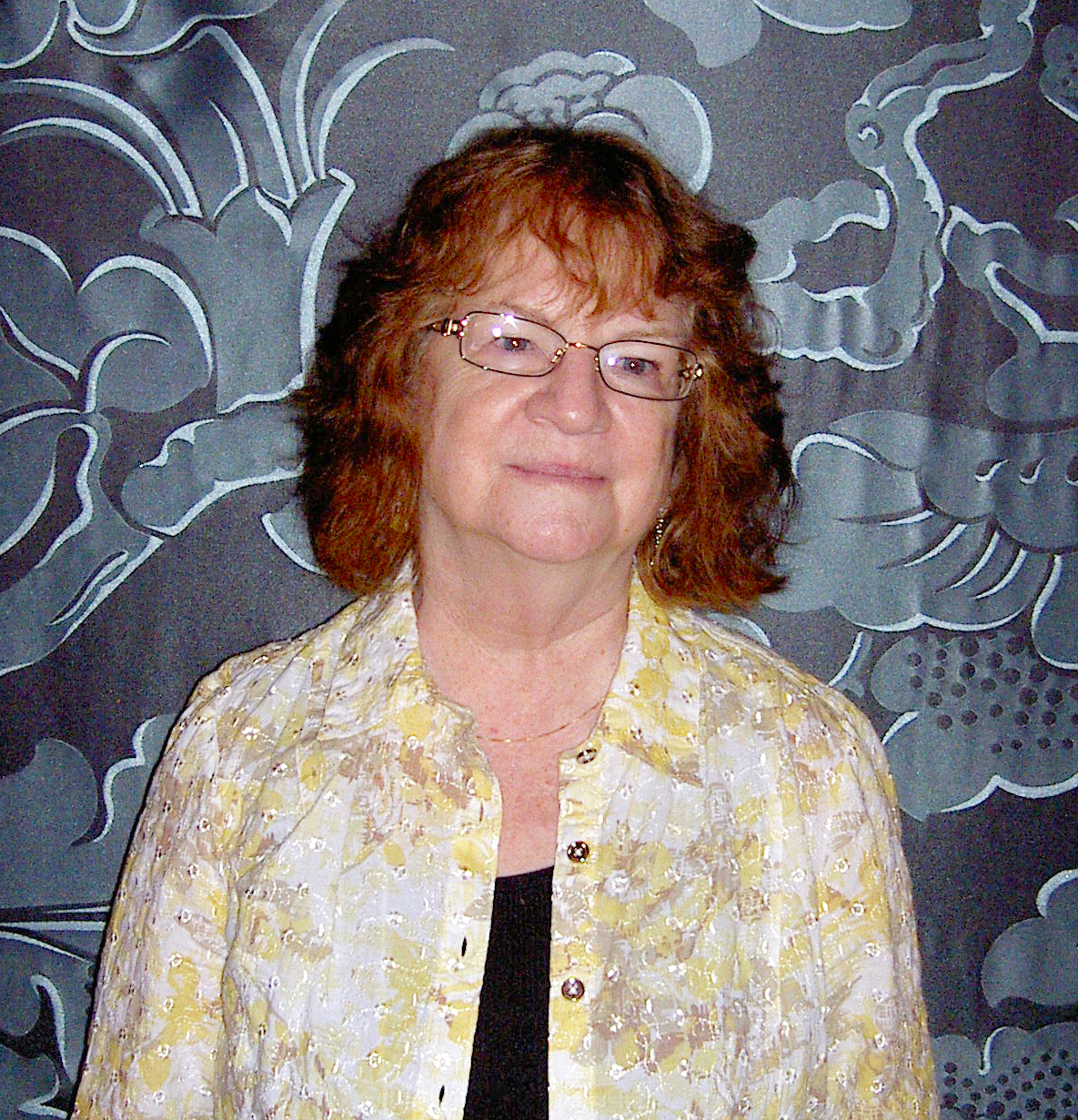
Patricia A. McKillip in 2011

Patricia A(nne) McKillip (Salem (Oregon), 29 februari 1948 – Coos Bay (Oregon), 6 mei 2022) was een Amerikaans fantasy- en sciencefictionschrijver.
McKillip begon met schrijven toen ze 14 jaar oud was. Ze heeft Engels gestudeerd aan de State University van San José (Californië). In 1973 studeerde ze af, hetzelfde jaar waarin haar eerste twee romans werden gepubliceerd. McKillip was getrouwd met David Lunde, een dichter. Ze overleed op 6 mei 2022 op 74-jarige leeftijd in haar huis in Coos Bay, Oregon.
Ze won de World Fantasy Award in 1975 met The Forgotten Beasts of Eld en in 2003 met Ombria in Shadow. De Mythopoeic Award won ze in 1995 voor Something Rich and Strange , in 2003  voor Ombria in Shadowen in 2017 voor Kingfisher. De Locus Award verdiende ze in 1980 met Harpist in the Wind. Veel van de omslagen van haar recente werk zijn geschilderd door Kinuko Y. Craft.